# Прстен чистоће
Прстенови чистоће (такође познат као прстеови обећања, прстенови апстиненције или прстенови чедности) прстенови су који се носе у знак чедности. Од 1990-их, у Сједињеним Америчким Државама, хришћанске организације, посебно католичке и евангеличке хришћанске групе, које промовишу завете невиности и невиност пре брака, као што су True Love Waits и Silver Ring Thing, користиле су прстен чистоће као симбол посвећености. Ношење прстена чистоће обично је праћено верском заклетвом да се практикује апстиненција до брака. Прстенови чистоће су део покрета за сексуално образовање само о апстиненцији и имају за циљ да делују као физички подсетник на њихов завет чедности.